# Engelbertus Batavus van den Bosch

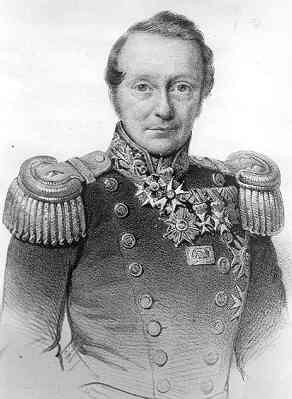
Vizeadmiral Engelbertus Batavus van den Bosch

Engelbertus Batavus van den Bosch (* 15. September 1789 in Brüssel; † 11. Februar 1851 in Batavia, Niederländisch-Ostindien) war ein niederländischer Seeoffizier der Koninklijke Marine und Politiker, der 1846 Kommandant der Flotte war, mit der erste Strafexpeditionen gegen rebellische balinesische Fürsten durchgeführt wurden. Später war er unter anderem 1849 im Kabinett De Kempenaer/Donker Curtius für einige Zeit Kolonialminister und Marineminister.

## Leben

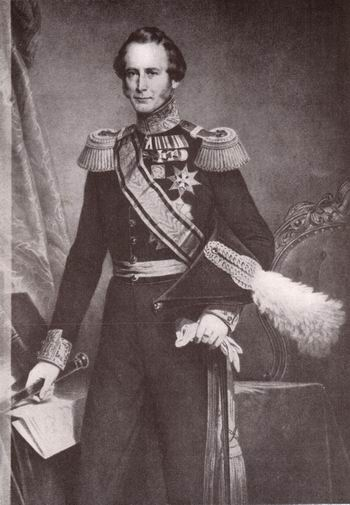
Seine Königliche Hoheit Prinz Frederik, dessen Adjutant van den Bosch zwischen August 1830 und Januar 1850 war.

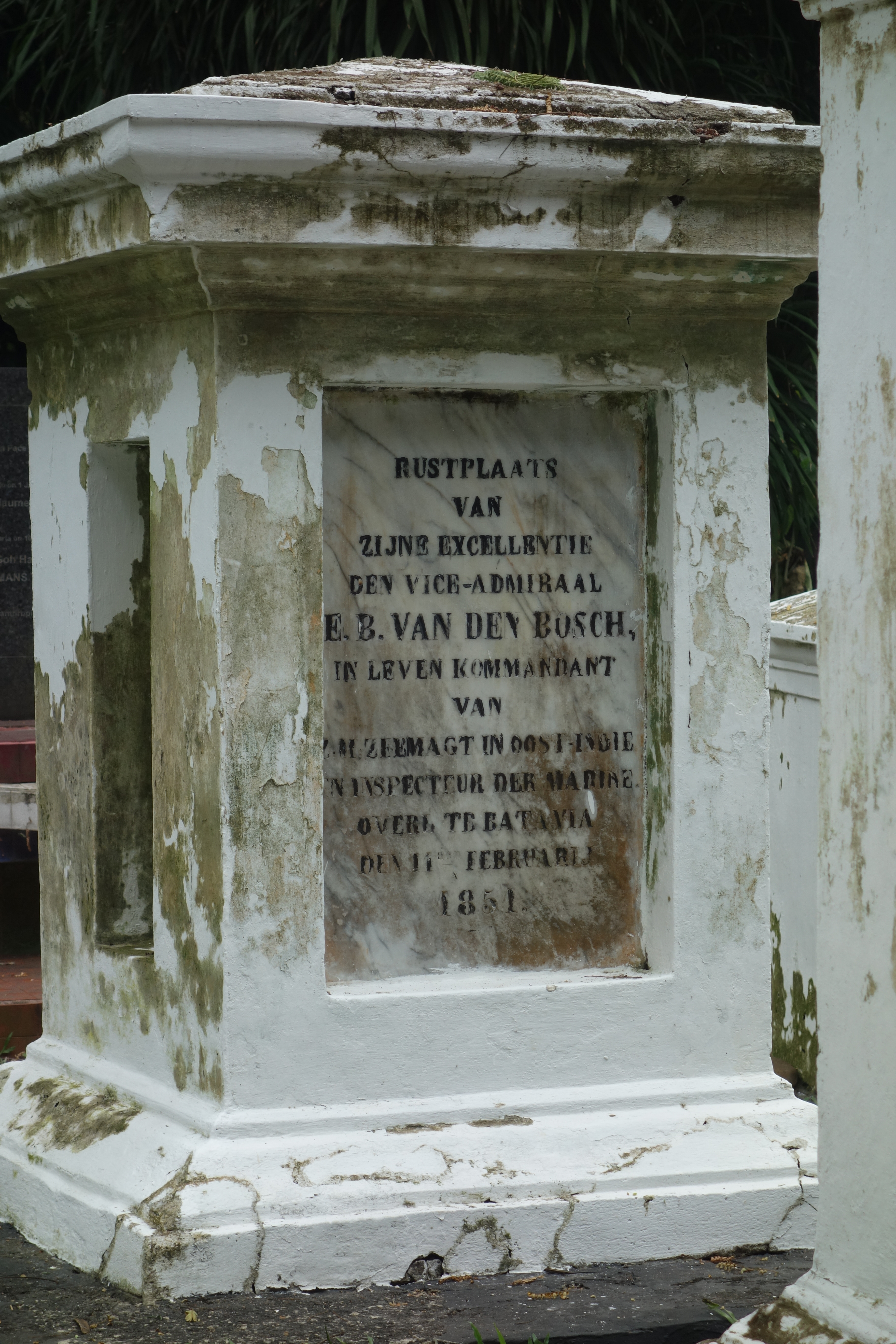
Grabstätte in Bogor, Westjava.

Engelbertus Batavus van den Bosch absolvierte eine Ausbildung zum Seeoffizier der Koninklijke Marine und fand danach verschiedene Verwendungen als See- und Stabsoffizier. Durch Königlichen Beschluss (Koninklijk Besluit) vom 31. Dezember 1824 wurde ihm als Kapitänleutnant (Luitenant-ter-zee der 1e klasse) der Militär-Wilhelms-Orden IV. Klasse verliehen. Er fungierte zwischen August 1830 und Januar 1850 als Adjutant Seiner Königlichen Hoheit Prinz Frederik und erhielt für seine Verdienste in dieser Funktion durch Königlichen Beschluss vom 31. August 1831 der Militär-Wilhelms-Orden III. Klasse.
Nach seiner Beförderung zum Konteradmiral (Schout-bij-nacht) am 1. Januar 1845 wurde er Kommandant und Inspektor der Marine in Niederländisch-Ostindien und übte diese Funktionen bis zum 4. April 1848. In dieser Zeit führte er am 28. und 29. Juni 1846 erste Strafexpeditionen gegen rebellische balinesische Fürsten um Beliling und Karang Assem durch. Für seine Verdienste wurde er durch Königlichen Beschluss vom 6. Dezember 1846 auch mit dem Militär-Wilhelms-Orden II. Klasse ausgezeichnet.
Am 18. Juni 1849 wurde van den Bosch als Nachfolger von Guillaume Louis Baud Kolonialminister (Minister van Koloniën) im Kabinett De Kempenaer/Donker Curtius und bekleidete dieses Amt bis zum Ende der Amtszeit des Kabinetts am 1. November 1849. Zugleich fungierte er als Nachfolger von Julius Constantijn Rijk vom 15. September bis zum 1. November 1849 als kommissarischer Marineminister (waarnemend Minister van Marine). In seiner Amtszeit als Kolonialminister wurde ein Gesetz zur Ratifizierung eines am 2./3. Juli 1849 mit der Niederländischen Handelsgesellschaft Nederlandsche Handelmaatschappij geschlossenen Abkommens erlassen. Die Vereinbarung betraf die Bestimmung, dass der Staat noch nicht verpflichtet war, einen Vorschuss von 10 Millionen Gulden an die Nederlandsche Handelmaatschappij zu zahlen, und die Bedingungen, unter denen die Gesellschaft im Namen des Staates mit Indien Handel treiben würde.
Nach seinem Ausscheiden aus der Regierung und seiner Beförderung zum Vizeadmiral (Vice-admiraal) am 1. Februar 1850 wurde van den Bosch erneut Kommandant und Inspektor der Marine in Niederländisch-Ostindien und hatte diese Posten bis zu seinem Tode am 11. Februar 1851 inne. Am 23. September 1854 wurde in Surabaya ein Denkmal für ihn enthüllt.